# Sommerbergalm

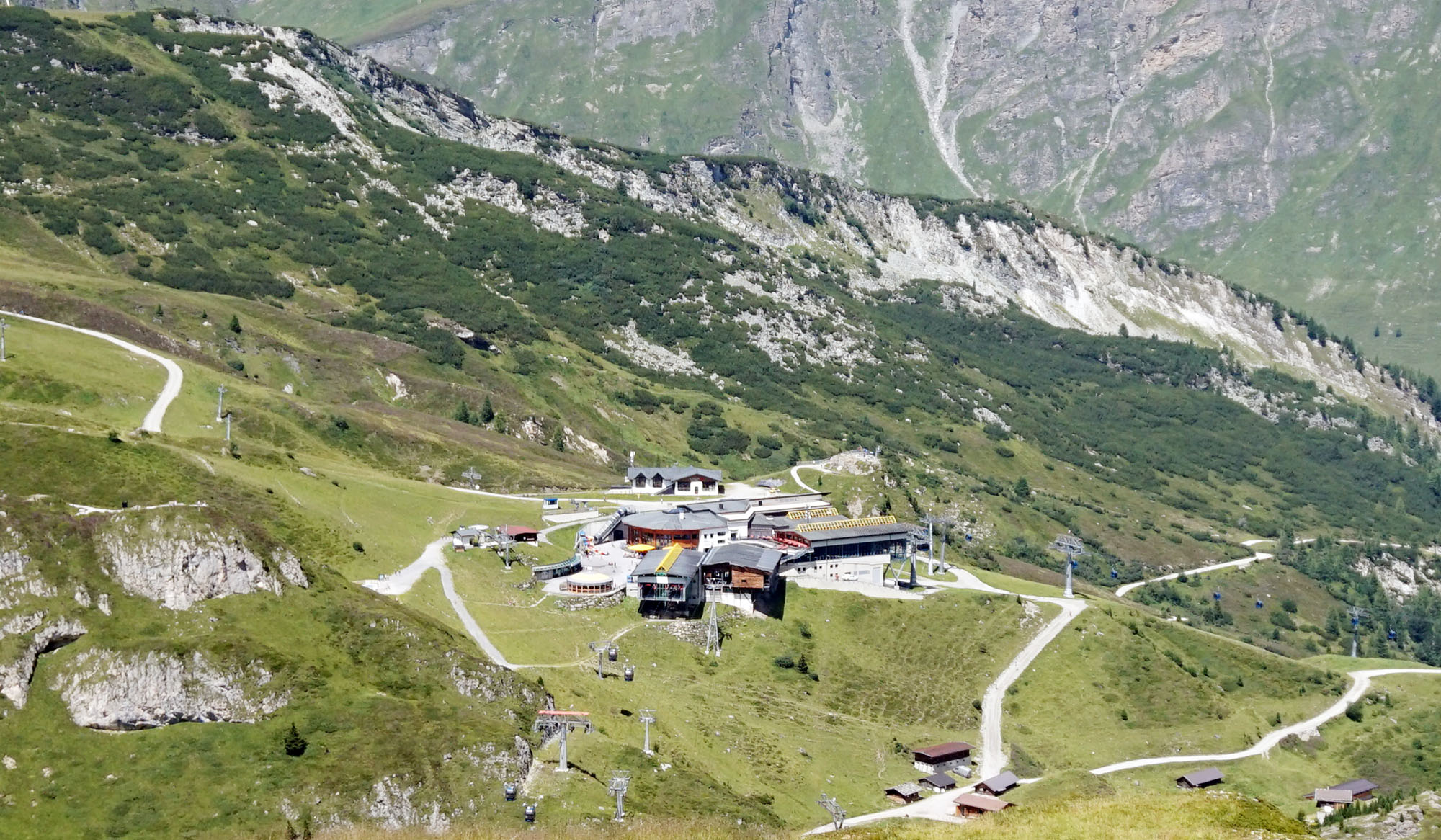
Die Sommerbergalm aus der Richtung Tuxer Fernerhaus

Die Sommerbergalm ist eine Zwischenstation der Gletscherbahnen auf den Hintertuxer Gletscher. Die Sommerbergalm liegt auf 2100 Meter über dem Meer und ist die erste Zwischenstation der Gletscherbahnen.

## Zubringerseilbahnen
Die Sommerbergalm kann mit zwei Seilbahnen erreicht werden. Dem Funitel Gletscherbus 1 und der 8er Einseilumlaufbahn Sommerberg. Von der Sommerbergalm aus starten zwei Seilbahnen Richtung Tuxer Fernerhaus. Das ist die 4er Einseilumlaufbahn Fernerhaus und das Funitel-Gletscherbus 2. Diese Seilbahnen sind das ganze Jahr über in Betrieb, jedoch laufen beide parallelen Anlagen nur bei Bedarf. Ein weiterer Grund für die Parallelanlagen ist die Revisionszeit: Während eine Anlage in Revision ist, befördert die zweite die Gäste.

## Winter
In der Wintersaison dient die Sommerbergalm als Ausgangspunkt für das Winterskigebiet Sommerberg. Das Winterskigebiet liegt einigen Meter höher und ist über eine Rolltreppe erreichbar, dort befinden sich die 4er Sesselbahn Tuxerjoch und der Schlepplift Ramsmoos. An der Sommerbergalm enden die Pisten 15, 16 und 17 die allesamt den Schwierigkeitsgrad leicht besitzen. An der Bergstation der Sesselbahn Tuxerjoch startet die Funslope Hintertux. An der Bergstation des Schleppliftes Ramsmoos startet die Kidsslope Hintertux. An der Sommerbergalm endet auch der 6er Sessellift Sommerberg, welcher keine eigenen Abfahrten erschließt, sondern nur als Rückbringer von der Abfahrt 2, denn eine Rückkehr vom Tuxer Fernerhaus zur Sommerbergalm per Ski wäre ohne diese Anlage nicht möglich, denn, vom Tuxer Fernerhaus gesehen, ist vor der Sommerbergalm ist ein Taleinschnitt, welcher von dem Funitel mit einem längeren Spannfeld überspannt wird, die 4er Kabinenbahn führt hinab in die Senke und am Ende wieder hoch.

## Sommer
Im Sommer befindet sich auf der Sommerbergalm ein Kinderspielplatz. Des Weiteren dient die Sommerbergalm als Ausgangspunkt für zahlreiche Wanderungen zu den umliegenden Gipfeln wie zum Beispiel der Frauenwand oder der Lärmstange.

## Gastronomie

### Panoramarestaurant Sommerbergalm
Das Panoramarestaurant Sommerbergalm ist ein ganzjährig geöffnetes Restaurant auf der Sommerbergalm. Das Panoramarestaurant Sommerbergalm ist ein Selbstbedienungsrestaurant.

### Restaurant Hochleger
Das Restaurant Hochleger ist ein von Dezember bis April (nur in der Wintersaison) geöffnetes Restaurant auf der Sommerbergalm. Das Restaurant Hochleger ist ein Selbstbedienungsrestaurant.

### Sommerberg Arena
Die Sommerberg Arena ist eine Après-Ski-Location auf der Sommerbergalm, diese ist von September bis Mai geöffnet.